# REINCARNATION (黒崎真音のアルバム)
『REINCARNATION』（リインカーネーション）は、日本の歌手・黒崎真音が2014年7月23日にNBCユニバーサル・エンターテイメントジャパンから発売した3枚目のオリジナルアルバム。

## 内容
前作『VERTICAL HORIZON』から約1年3ヶ月ぶりのアルバム。黒崎の3rdオリジナルアルバムであると同時に、黒崎真音×I'veによるアニメ『東京レイヴンズ』のトリビュート・アルバムでもある。
今作はアニメ作品をトリビュートしたアルバムだが、『H.O.T.D.』や『五色詠-Immortal Lovers-』と異なり、3rdアルバムとカウントしている理由について黒崎は「トリビュートだけど私らしい個性や主張がしっかりと打ち出せたアルバムだと思ったから」と語っている。
シングル「X-encounter」を含む全10曲入りで、全曲の作曲と編曲をI'veの高瀬一矢と井内舞子が、全曲の作詞を黒崎が手掛けている。
スタッフと相談し各々のキャラクターに合うイメージを高瀬と井内に伝え、上がってきた楽曲に歌詞が書かれた。黒崎としては今作で溜めていたアイデアを出したり、新しい歌い方を試したりと実験的なアプローチが取られている。
タイトルは「輪廻転生」を意味し、黒崎は「気持ちを入れ替えて元気になれる、リフレッシュできる、そんなエネルギーに満ち溢れたアルバムにしよう」という思いが込められている。
Blu-ray付き初回限定盤と、DVD付き初回限定盤、通常盤の3形態で発売された。初回限定盤2種には石浜真史による『東京レイヴンズ』キャラクターを使用した「-Autonomy-」のPVのショートバージョン、黒崎が出演した「X-encounter」のPVのショートバージョン、アニメ『東京レイヴンズ』のノンテロップオープニング映像が収録されたBlu-rayとDVD、ライトノベル『東京レイヴンズ』の原作者であるあざの耕平による書き下ろし短編小説「REINCARNATION」が同梱された。さらに、初回封入特典として無料限定ライブ『MAON KUROSAKI Special Live “WINGS OF EDEN”#0』に招待される抽選応募券が封入された。

## 収録曲
1. X-encounter [6:15]
作詞：黒崎真音
作曲・編曲：高瀬一矢
6thシングルの表題曲。
2. -Autonomy- [4:09]
作詞：黒崎真音
作曲・編曲：高瀬一矢
今作のリード曲。タイトルは「自主性」や「自立」を意味し、一度壁に当たってはい上がるイメージで名付けられた。歌詞は前曲が前半の春虎を描いているのに対し、この曲は後半の春虎を描いており、走り出して、その先に見たものが理想じゃなくてもガムシャラに進んでいく気持ちを描写して書かれた。サウンドは前曲よりロック色が強くなっている[5]。
3. ALGO～who knows it?～ [4:27]
作詞：黒崎真音
作曲・編曲：高瀬一矢
タイトルの「ALGO」はアルゴリズムの略で、答えを導き出すという意味。冬児をテーマにした楽曲で、自分の中の葛藤や弱い自分に負けそうな時、どんなことがあっても我が道を突き進む気持ちが描かれている。黒崎曰く「今作で一番ダークな楽曲」[5]。
4. …Because, in SHADOW [5:50]
作詞：黒崎真音
作曲・編曲：高瀬一矢
大友陣をテーマにした楽曲で、若いキャラ達が立ち向かっていく姿をふかんで見ながら「自分は何ができるのか」「助けてあげたい」という心境を描写して書かれている。またタイトルの「SHADOW」は大友陣のキーワードであり、曲中にも術式が取り入れられている[5]。
5. fixxx and lie [3:59]
作詞：黒崎真音
作曲・編曲：井内舞子
鈴鹿をテーマにした楽曲で、好きな人に素直になれない心境が書かれている。タイトルの「xxx」は、鈴鹿が十二神将の称号を失った時、バツ印を付けられたことから引用されている[5]。
6. K・O・N♡ [3:10]
作詞：黒崎真音
作曲・編曲：井内舞子
コンをテーマにした楽曲で、好きな人に片思いをしている気持ちが書かれている。サウンドとしては今までにないポップでファンタジー色が強いため、レコーディングは井内と声色を合わせるやり取りから始められた[5]。
7. Dysnomia -ディスノミア- [5:07]
作詞：黒崎真音
作曲・編曲：高瀬一矢
京子をテーマにした楽曲で、失恋の葛藤から答えが見つからない心境が書かれている。タイトルの由来は準惑星のエリスの衛星「ディスノミア」で、二つはどんなに頑張っても近づけない意味で名付けられた[5]。
8. Trying! Trying! [4:40]
作詞：黒崎真音
作曲・編曲：高瀬一矢
天馬をテーマにした楽曲で、不安や劣等感をバネにして挑戦する感情が書かれている[5]。
9. ひまわりと夏 [5:01]
作詞：黒崎真音
作曲・編曲：高瀬一矢
夏目をテーマにしたバラードで、失恋した夏目が笑顔を見せるシーンを黒崎が解釈した「昔と今は違うけど、これからは一緒に見つけていきたい」という想いが書かれている[5]。
10. REINCARNATION [6:06]
作詞：黒崎真音
作曲・編曲：井内舞子
今作の表題曲で、アルバムタイトルが決定してから制作された。キャラクターをテーマにしていないエンドロールの位置付けによる楽曲で、アニメを全話を見て思ったこと、感じたことを、黒崎曰く「いろいろなことがあったけど、間違ったことは何ひとつなくて、全部が自分達のためになっているんだ。一緒に手をつないで未来に行こうね」という前向きな気持ちで書かれた[6][5]。

## 参加ミュージシャン
- 黒崎真音：Vocal (全曲)

Additional Musician
- 尾崎武士：Guitar (#2,3,4,8)
- チャーリー田中：Guitar (#5,10)

## タイアップ
- 独立放送局・テレビ愛知系アニメ『東京レイヴンズ』前期オープニングテーマ (#1)
- 独立放送局・テレビ愛知系アニメ『東京レイヴンズ』イメージソング (#2)